# 韓昇洲
韓 昇洲（ハン・スンジュ、朝鮮語: 한승주、1940年（昭和15年）9月13日 - ）は、大韓民国の外交学者、外交官、政治家。

## 生涯
1962年にソウル大学校外交学科を卒業。1964年にアメリカ合衆国ニューハンプシャー大学で政治学の修士号を取得。1970年にカリフォルニア大学バークレー校で政治学の博士号を取得。1978年から高麗大学校政治外交学科で教授を務めた。2006年に高麗大学校の教授を定年退職。2007年から高麗大学校総長を務めた。
1993年2月から1994年12月まで外務部長官、2003年4月から2005年2月まで駐米大使を務めた。